# 東北交通機械
東北交通機械株式会社（とうほくこうつうきかい）は、宮城県仙台市青葉区に本社を置いていた企業で、東日本旅客鉄道（JR東日本）の完全子会社（連結子会社）だった。

## 沿革
- 1967年（昭和42年）4月 - 国鉄の機械設備保守管理業務を受注・実施する目的で、「仙台交通機械工業株式会社」、「秋田交通機械工業株式会社」、「盛岡交通機械工業株式会社」を設立。
- 1973年（昭和48年）9月 - 三社合併し、『東北交通機械株式会社』と改称。本社を仙台市郡山一丁目に、仙台支店、盛岡支店、秋田支店を設置。
- 1974年（昭和49年）9月 - 本社を仙台市東七番丁に移転。
- 1976年（昭和51年）1月 - 建設業法特定機械器具設置工事業、建設大臣認可取得。
- 1992年（平成4年）10月 - 本社を仙台市青葉区中央三丁目に移転。
- 2000年（平成12年）
  - 2月 - 利府支店ISO 9001認証取得。
  - 10月 - 郡山支店ISO 9001認証取得。
- 2001年（平成13年）3月 - 秋田支店ISO 9001認証取得。東日本旅客鉄道株式会社（JR東日本）の連結子会社となる。
- 2003年（平成15年）12月 - 本社・仙台支店を仙台駅構内に移転。
- 2007年（平成19年）3月 - 全支店「労働安全衛生マネジメントシステム（OSHMS）」適格認証取得。
- 2008年（平成20年）10月 - 組織変更。仙台支店に郡山営業所を設置。
- 2009年（平成21年）4月 - 組織変更。秋田機械支店を設置。仙台支店郡山営業所を移転。
- 2010年（平成22年）8月 - 組織変更。利府支店を「仙台新幹線支店」、メトロSSを「仙台メトロ支店」に名称変更。本社を青葉区一番町（仙建ビル）に移転。
- 2012年（平成24年）
  - 2月 - JR東日本の完全子会社となる[1]。
  - 4月 - JR東日本グループ内での事業の再編成により機械設備（後述）部門に係わる事業をJR東日本メカトロニクス株式会社（JREM）に移管[2]。
- 2015年（平成27年）4月 - JR東日本グループ内での事業の再編成により、東日本トランスポーテックと合併し消滅。東日本トランスポーテックはJR東日本テクノロジーに改称[3]。

## 事業所

### 本社
仙台市青葉区一番町2丁目2-13　仙建ビル

### 車両事業本部

#### 仙台新幹線支店
宮城郡利府町利府字新谷地脇（JR新幹線総合車両センター内）
- 2010年8月に利府支店より改称

#### 仙台メトロ支店
仙台市太白区富沢字中河原2-11（市交通局富沢車庫内）
- 2010年8月に利府支店管轄下のメトロSSより改称、支店に昇格
- 2001年までは仙台支店管轄下であった。

#### 郡山支店
郡山市菱田町1-90（JR郡山総合車両センター内）

#### 秋田支店
秋田市土崎港東3-1-1（JR秋田総合車両センター内）

##### 秋田車両センター出張所
秋田市牛島東七丁目31-20（JR秋田車両センター（現・秋田総合車両センター南秋田センター）内）
- 2012年4月に秋田支店・秋田機械支店の改組（JREMに移管されなかった部分）により発足。

### 機械事業本部

#### 仙台機械支店
宮城郡利府町利府字新谷地脇（JR新幹線総合車両センター内）
- 2012年4月に仙台支店の一部（JREMに移管されなかった部分）および仙台新幹線支店の機械設備部門により発足。

##### 山形グループ
山形県山形市五日町15番30号（JR山形駅構内）
- 2012年4月に山形営業所の改組（JREMに移管されなかった部分）により発足。

## JR東日本メカトロニクスに移管された事業所
2012年4月のJR東日本グループ会社の再編に伴い、機械事業本部配下にある事業所の大半がJR東日本メカトロニクスに移管されている。

### 仙台支店
仙台市宮城野区小田原1-1-2（JR仙台駅構内）
- 移管時に別の場所へ移転

#### 山形営業所
山形市五日町15-30（JR山形駅構内）

#### 郡山営業所
郡山市大町2‐21‐17

### 盛岡支店
盛岡市盛岡駅西通2-3-5

#### 北上営業所
北上市相去町山根梨の木43-77

#### 青森営業所
青森市篠田1-7-1

### 秋田機械支店
秋田市牛島東7丁目31-20（JR秋田車両センター内）
- 移管時に別の場所へ移転

## 業務内容
- 鉄道車両
  - 鉄道車両、同部品の検査・修繕・改良・改造ならびに技術指導
- 機械設備
  - 鉄道車両検修設備等の検査・修繕・据付・改良・施工管理ならびに技術指導
- 設計・開発
  - 車両改造および各種設備、機器の設計・コンサルタント・開発
- 物品販売
  - 省エネ機器、鉄道車両部品一般、化学薬品、測定器具